# چهل و سومین جوایز برگزیده مردم
چهل و سومین دوره جایزه برگزیده مردم با تقدیر از بهترین‌ها در فرهنگ عامه برای سال ۲۰۱۶، در تاریخ ۱۸ ژانویه ۲۰۱۷ در تئاتر مایکروسافت در لس آنجلس، کالیفرنیا برگزار شد و به صورت زنده از شبکه سی‌بی‌اس پخش شد. میزبان این مراسم جوئل مک‌هیل بود.
در تاریخ ۱۵ نوامبر ۲۰۱۶، نامزد شدگان مراسم معرفی شدند. فیلم کاپیتان آمریکا: جنگ داخلی با هفت بار بیشترین نامزدی سال را دریافت کرد. مجموعه تلویزیونی آناتومی گری و ایفای نقش کوین هارت هر کدام پنج نامزد و بریتنی اسپیرز و زوتوپیا چهار نامزدی دریافت کردند. برترین برنده در مراسم اسپیرز بود که در مجموع چهار جایزه به دست آورد و الن دی‌جنرس که ۳ برنده شد و بیشترین جایزه را در تاریخ نمایش کسب کرد.

## مجریان
- هارمونی پنجم – «کار تو خونه»
- بلیک شلتون – «هر وقت این ترانه را می‌شنوم»

## نامزدها
فهرست کامل نامزدها در تاریخ ۱۵ نوامبر ۲۰۱۶ اعلام شد.

### فیلم‌ها
| فیلم برگزیده | فیلم اکشن برگزیده                                                                                            |
| --- | --- |
| - در جستجوی دوری - کاپیتان آمریکا: جنگ داخلی - ددپول - جوخه انتحار - زوتوپیا | - ددپول - بتمن در برابر سوپرمن: طلوع عدالت - کاپیتان آمریکا: جنگ داخلی - جوخه انتحار - مردان ایکس: آپوکالیپس |
| فیلم کمدی برگزیده | فیلم دراماتیک برگزیده                                                                                        |
| - مادرهای بد - اطلاعات مرکزی - شکارچیان روح - چگونه مجرد باشیم - همسایه‌ها ۲: انجمن خواهری برمی‌خیزد | - من پیش از تو - دیپ‌واتر هورایزن - معجزه‌هایی از بهشت - خانه دوشیزه پرگرین برای بچه‌های عجیب - سالی            |
| بازیگر برگزیده فیلم | بازیگر فیلم برگزیده                                                                                          |
| - رایان رینولدز - رابرت داونی جونیور - تام هنکس - کوین هارت - ویل اسمیت | - جنیفر لارنس - اسکارلت جوهانسون - آنا کندریک - ملیسا مک‌کارتی - مارگو رابی                                   |
| بازیگر محبوب فیلم اکشن | بازیگر فیلم اکشن برگزیده                                                                                     |
| - رابرت داونی جونیور - کریس ایوانز - لیام همسورث - رایان رینولدز - ویل اسمیت | - مارگو رابی - اسکارلت جوهانسون - جنیفر لارنس - زوئی سالدانیا - شیلین وودلی                                  |
| بازیگر محبوب فیلم کمدی | بازیگر محبوب فیلم کمدی                                                                                       |
| - کوین هارت - زک افران - رایان گاسلینگ - کریس همسورث - دواین جانسون | - ملیسا مک‌کارتی - کریستن بل - آنا کندریک - کریستن ویگ - ربل ویلسون                                           |
| بازیگر محبوب فیلم دراماتیک | بازیگر فیلم دراماتیک برگزیده                                                                                 |
| - تام هنکس - بن افلک - جرج کلونی - کریس پاین - مارک والبرگ | - بلیک لایولی - ایمی آدامز - امیلی بلانت - جولیا رابرتس - مریل استریپ                                        |
| صدای فیلم انیمیشن برگزیده | فیلم خانوادگی برگزیده                                                                                        |
| - الن دی‌جنرس – در جستجوی دوری در نقش دوری - جیسون بیتمن – زوتوپیا در نقش نیک ویلد - جنیفر گودوین – زوتوپیا در نقش جودی هوپس - کوین هارت – زندگی پنهان حیوانات خانگی در نقش اسنوبال - بیل مری – کتاب جنگل در نقش بلو | - در جستجوی دوری - آلیس در آن‌سوی آینه - کتاب جنگل - زندگی پنهان حیوانات خانگی - زوتوپیا                      |
| تریلر فیلم برگزیده | آیکان فیلم برگزیده                                                                                           |
| - دختری در قطار - احضار ۲ - نرو - پاکسازی: سال انتخابات - آب‌های کم‌عمق | - جانی دپ - تام کروز - تام هنکس - ساموئل ال. جکسون - دنزل واشینگتن                                           |
| فیلم محبوب آخر سال برگزیده | |
| - جانوران شگفت‌انگیز و زیستگاه آن‌ها - دکتر استرنج - موانا - روگ وان - آواز | |

### تلویزیون
| نمایش تلویزیونی برگزیده                                                                                     | کمدی تلویزیونی برگزیده                                                                     |
| --- | ------------------------------------------------------------------------------------------ |
| - غریبه - تئوری بیگ بنگ - آناتومی گری - چیزهای عجیب - مردگان متحرک                                          | - تئوری بیگ بنگ - Black-ish - جین باکره - خانواده امروزی - دختر جدید                       |
| شبکه تلویزیونی برگزیده درام                                                                                 | شبکه تلویزیونی برگزیده علمی تخیلی/فانتزی                                                   |
| - آناتومی گری - Chicago Fire - امپراتوری - چگونه از مجازات قتل فرار کنیم - کوانتیکو                         | - سوپرنچرال - کماندار - فلش - روزی روزگاری - خاطرات خون‌آشام                                |
| نمایش علمی-تخیلی / فانتزی تلویزیون کابلی برگزیده                                                            | درام جنایی تلویزیونی برگزیده                                                               |
| - مردگان متحرک - داستان ترسناک آمریکایی - Orphan Black - شکارچیان سایه - تین ولف                            | - ذهن‌های جنایتکار - فهرست سیاه - نظم و قانون: واحد قربانیان ویژه - لوسیفر - ان‌سی‌آی‌اس       |
| بازیگر محبوب طنز تلویزیون                                                                                   | بازیگر محبوب تلویزیون کمدی                                                                 |
| - جیم پارسونز - تیم آلن - آنتونی اندرسون - متیو پری - اندی سمبرگ                                            | - سوفیا ورگارا - کیلی کوئوکو - زویی دشانل - آنا فاریس - جینا رودریگز                       |
| بازیگر محبوب تلویزیونی دراماتیک                                                                             | بازیگر محبوب تلویزیونی دراماتیک                                                            |
| - جاستین چیمبرز - اسکات فولی - ترنس هاوارد - تیلور کینی - جسی ویلیامز                                       | - پریانکا چوپرا - وایولا دیویس - تراجی پی. هنسون - الن پامپئو - کری واشینگتن               |
| بازیگر درام جنایی تلویزیونی برگزیده                                                                         | بازیگر درام جنایی تلویزیونی برگزیده                                                        |
| - مارک هارمون - ال ال کول جی - کریس اودانل - تام سلک - دانی والبرگ                                          | - جنیفر لوپز - سوفیا بوش - ماریشکا هارگیتی - لوسی لیو - پائولی پرتی                        |
| کمدی برگزیده تلویزیون کابلی                                                                                 | درام تلویزیون کابلی برگزیده                                                                |
| - بابای بچه - آتلانتا (مجموعه تلویزیونی) - فیلادلفیا همیشه آفتابی است - Real Husbands of Hollywood - جوان‌تر | - متل بیتس - آمریکایی‌ها (مجموعه تلویزیونی) - آقای ربات - دروغ‌گوهای کوچک زیبا - Queen Sugar |
| بازیگر محبوب تلویزیون کابلی                                                                                 | بازیگر محبوب تلویزیون کابلی                                                                |
| - فردی هایمور - آدام دیواین - زک گالیفیناکیس - کوین هارت - رامی ملک                                         | - ورا فارمیگا - اشلی بنسون - هیلاری داف - لوسی هیل - کری راسل                              |
| سریال‌های برتر برگزیده درام                                                                                  | سریال کمدی حق بیمه برگزیده                                                                 |
| - نارنجی مد جدید است - میهن - خانه پوشالی - نارکس - قدرت                                                    | - Fuller House - The Mindy Project - بی‌شرم - کیمی اشمیت شکست‌ناپذیر - معاون رئیس‌جمهور       |
| سری علمی-تخیلی / فانتزی حق بیمه برگزیده                                                                     | بازیگر محبوب سریال برگزیده                                                                 |
| - غریبه - بازی تاج‌وتخت - لوک کیج - چیزهای عجیب - وست‌ورلد                                                    | - دواین جانسون - عزیز انصاری - جاشوا جکسون - نیک جوناس - کوین اسپیسی                       |
| بازیگر محبوب سریال برگزیده                                                                                  | بازیگر محبوب علمی تخیلی / فانتزی                                                           |
| - سارا جسیکا پارکر - کلر دینز - جین فوندا - جولیا لوئی درایفوس - تیلور شیلینگ                               | - سم هیوین - جنسن اکلس - اندرو لینکلن - تایلر پوزی - ایان سامرهلدر                         |
| بازیگر تلویزیونی علمی-تخیلی/فانتزی برگزیده                                                                  | نمایش تلویزیونی مسابقه برگزیده                                                             |
| - کترینا بلف - میلی بابی براون - امیلیا کلارک - لورن کوهن - جنیفر موریسون                                   | - د ویس - امریکاز گات تلنت - امریکن نینجا واریور - رقص با ستارگان - MasterChef             |
| میزبان تلویزیونی برگزیده روزانه                                                                             | تیم میزبان برنامه گفتگوی روز برگزیده                                                       |
| - الن دی‌جنرس - فیل مک‌گراو - استیو هاروی - ریچل ری - کلی ریپا                                                | - صبح بخیر آمریکا - The Chew - گفتگو - امروز - چشم‌انداز                                    |
| مجری برنامه گفتگوی آخر شب برگزیده                                                                           | بازیگر محبوب در یک سریال تلویزیونی جدید                                                    |
| - جیمی فلن - استیون کلبر - جیمز کوردن - جیمی کیمل - کونان اوبراین                                           | - مت له بلانک - کوین جیمز - کیفر ساترلند - میلو ونتیمیگلیا - دیمون وینز                    |
| بازیگر محبوب زن در یک سریال تلویزیونی جدید                                                                  | نمایش تلویزیونی انیمیشن برگزیده                                                            |
| - کریستن بل - جوردانا بروستر - مینی درایور - مندی مور - پایپر پرابو                                         | - سیمپسون‌ها - بابای آمریکایی! - برگری باب - فامیلی گای - ساوت پارک                         |
| کمدی جدید تلویزیونی برگزیده                                                                                 | درام تلویزیونی جدید برگزیده                                                                |
| - مرد با یک نقشه - American Housewife - جای خوب - The Great Indoors - Kevin Can Wait                        | - این ما هستیم - Bull - بازمانده برگزیده - The Exorcist - Timeless                         |

### موسیقی
| هنرمند مرد برگزیده | هنرمند زن برگزیده                                                                                         |
| --- | --- |
| - جاستین تیمبرلیک - دریک - شان مندز - بلیک شلتون - د ویکند | - بریتنی اسپیرز - ادل - بیانسه - آریانا گرانده - ریانا                                                    |
| گروه برگزیده | هنرمند بریک‌آوت برگزیده                                                                                    |
| - فیفت هارمونی - د چینسموکرز - کلدپلی - پنیک! ات د دیسکو - توئنی وان پایلتس | - نایل هوران - آلیسیا کارا - د چینسموکرز - دی‌ان‌سی‌ای - زین ملک                                             |
| هنرمند مرد برگزیده کانتری | هنرمند زن برگزیده کانتری                                                                                  |
| - بلیک شلتون - لوک برایان - سم هانت - تیم مک‌گرا - کیث اربن | - کری آندروود - کلسی بالرینی - میراندا لمبرت - ریبا مک‌اینتایر - دالی پارتن                                |
| گروه کانتری برگزیده | هنرمند پاپ برگزیده                                                                                        |
| - لیتل بیگ تاون - The Band Perry - Florida Georgia Line - Lonestar - زک براون بند | - بریتنی اسپیرز - ادل - آریانا گرانده - سیا (موسیقیدان) - جاستین تیمبرلیک                                 |
| هنرمند هیپ هاپ برگزیده | هنرمند آراندبی برگزیده                                                                                    |
| - جی-ایزی - دی‌جی خالد - کندریک لامار - کانیه وست - ویز خلیفا | - ریانا - بیانسه - دریک - آشر - د ویکند                                                                   |
| ترانه برگزیده | آلبوم برگزیده                                                                                             |
| - «نمی‌توانم جلوی احساسم را بگیرم!» توسط جاستین تیمبرلیک - «نه» توسط مگان ترینر - "One Dance" توسط دریک همراه Kyla و Wizkid - «حرف‌های خودمانی» توسط زین ملک - «کار» توسط ریانا همراه دریک | - If I'm Honest – بلیک شلتون - آنتی – ریانا - زن خطرناک – آریانا گرانده - لیموناد – بیانسه - نماها – دریک |

### دیجیتال
| سلبریتی برگزیده رسانه‌های اجتماعی                                        | ستاره برگزیده رسانه‌های اجتماعی |
| ----------------------------------------------------------------------- | --- |
| - بریتنی اسپیرز - استیون امل - کیم کارداشیان - لیدی گاگا - شکیرا        | - کامرون دالاس - بیبی آریل - Nash Grier - لیزا کوشی - جیکوب سارتوریوس |
| یوتیوب استار برگزیده                                                    | همکاری طنز برگزیده |
| - لیلی سینگ - شین داوسون - Miranda Sings - تایلر اوکلی - پیودی‌پای       | - الن دی‌جنرس و بریتنی اسپیرز مال مسچیف - کارول کارائوکه جیمز کوردن با ادل - مسابقه لب‌خوانی با چنینگ تیتوم و جینا دوان - راید کونان اوبراین همراه با آیس کیوب و کوین هارت - پخش زنده شنبه شب با الک بالدوین و کیت مک‌کینون |
| وسواس دیجیتال برگزیده CBS.com                                           | بازی ویدئویی برگزیده |
| - چالش مانکن - ۳۶۰° و واقعیت مجازی - Facebook Live - پوکمون گو - اسنپ‌چت | - آنچارتد ۴: عاقبت یک دزد - اورواچ - تایتانفال ۲ - سگ‌های نگهبان ۲ - بی‌آبرو ۲ |